# Синельниківський ресорний завод
Синельниківський ресорний завод — промислове підприємство у місті Синельникове Дніпропетровської області України.

## Історія
Восени 1903 року в селі Синельникове Павлоградського повіту Катеринославської губернії відкрилася ковальсько-пресова майстерня Броніслава Яцкевича, на якій працювало кілька десятків робітників.

### 1917 - 1991
У грудні 1919 року Синельникове окупували частини 14-ї армії РСЧА, тут було встановлено радянську владу, а підприємство націоналізовано і перетворено на 8-й державний завод. У 1924 році підприємству було присвоєно нову назву — завод імені Комінтерну.У ході індустріалізації 1930-х років було проведено розширення підприємства. У 1930 році було збудовано ковальський цех, у 1936 році - виготовлено перші деталі для тракторів Харківського тракторного заводу. В 1937 р. на заводі діяли чотири цехи (три ковальські і шліфувальний), загальна чисельність робітників становила понад 400 осіб, основною продукцією в цей час були інструменти, ваги і металовироби господарсько-побутового призначення.
У ході Німецько-радянської війни, у серпні 1941 р. обладнання заводу було вивезено на Урал. 2 жовтня 1941 Синельникове було окуповано німецькими військами, 21 серпня 1943 — знову Червоною Армією.
У ході четвертої п'ятирічки (1945 – 1950 рр.) тут було освоєно виробництво культиваторів, борін та гайкових ключів. У 1950 році загальна вартість валової продукції заводу становила понад 15 млн. рублів.
У 1957 році був побудований і розпочав роботу клуб "Батьківщина" заводу ім. Комінтерну.
Відповідно до семирічного плану розвитку народного господарства СРСР (1959 - 1965 рр.) завод був значно розширений, перейшов на випуск нового виду продукції ( ресор для важких вантажівок) і отримав нове найменування - Синельниківський ресорний завод імені Комінтерну.
Наприкінці 1980-х років основною продукцією заводу були листові сталеві ресори для автомобілів та тракторів радянського виробництва.
Загалом, за радянських часів завод ім. Комінтерну входив до числа найбільших підприємств з виготовлення ресорів в СРСР, на його балансі знаходилися об'єкти соціальної інфраструктури.

### Після 1991
У травні 1995 року Кабінет міністрів України ухвалив рішення про приватизацію заводу. Надалі, державне підприємство було перетворено на відкрите акціонерне товариство.
У серпні 1997 року завод був включений до переліку підприємств, що мають стратегічне значення для економіки та безпеки України.
5 березня 1999 року завод було виведено зі сфери управління Фонду державного майна України та передано до відання Національного агентства України з управління державними корпоративними правами.
У 2000 році завод увійшов до складу дніпропетровської науково-виробничої групи «Дніпротехсервіс». У 2021 році завод був ліквідований.